# 기술 게임

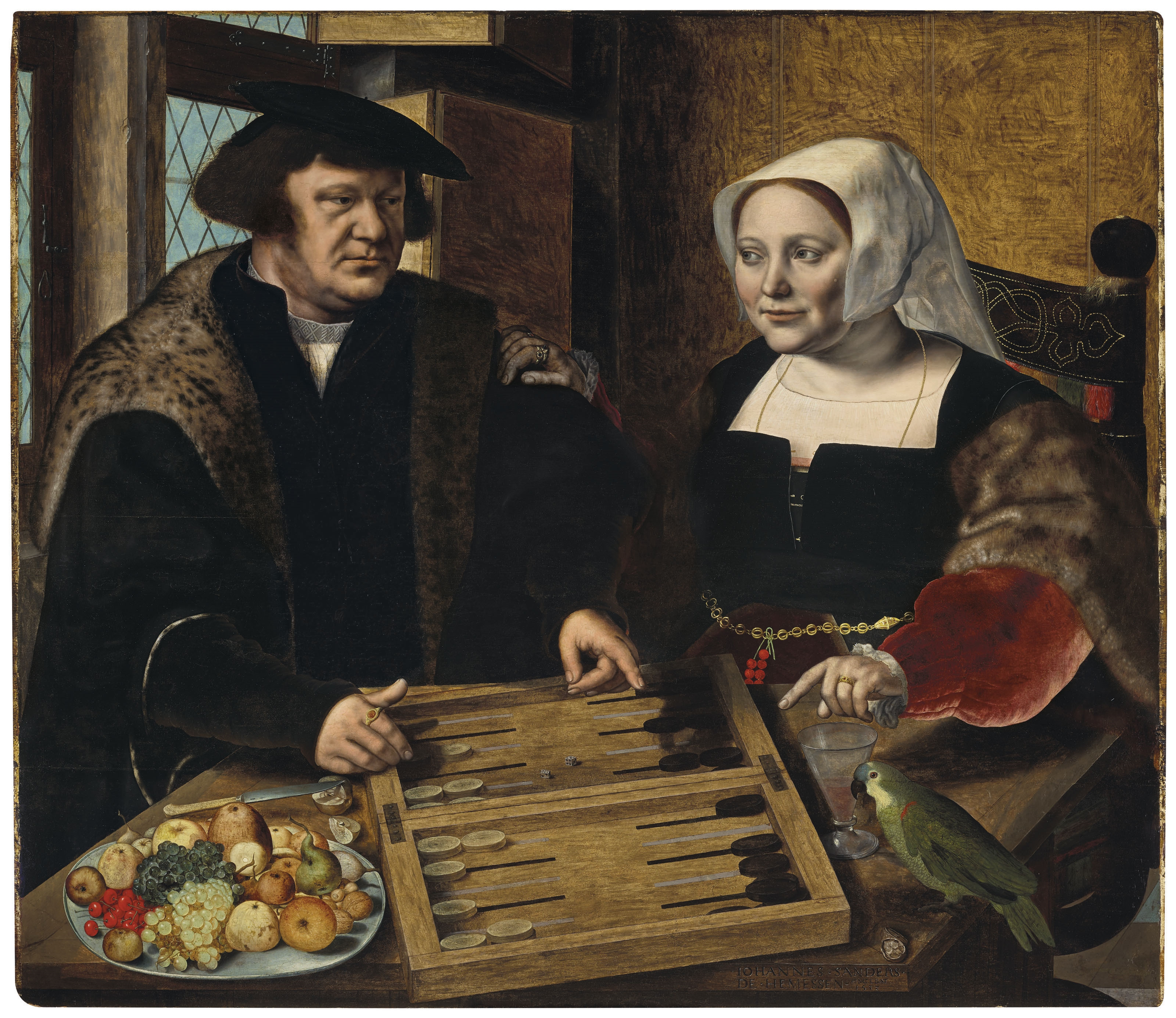
백개먼은 기술 게임이다. 전략은 플레이어에게 이점을 줄 수 있지만 운의 요소도 있다.

기술 게임 또는 재치 게임은 결과가 운이 아니라 주로 정신적 또는 육체적 기술에 의해 정해지는 게임이다.
반면, 확률 게임은 주사위, 팽이, 카드 놀이, 룰렛 바퀴 또는 상자에서 뽑은 번호가 매겨진 공처럼 무작위 장치에 의해 결과가 크게 영향을 받는 게임이다.
확률 게임에는 약간의 기술 요소가 있을 수 있지만 일반적으로 운은 결과를 결정하는 데 더 큰 역할을 한다. 기술 게임에는 운의 요소도 있을 수 있지만 기술은 결과를 결정하는 데 더 큰 역할을 한다.
일반적으로 플레이되는 일부 기술 게임에는 수집형 카드 게임, 콘트랙트 브리지, 백개먼 및 마작이 포함된다.
그러나 대부분의 기술 게임에는 환경의 자연스러운 측면, 무작위 장치 (예: 주사위, 카드 놀이 또는 동전 던지기) 또는 불완전한 정보로 인한 추측으로 인해 어느 정도의 확률이 포함된다. 포커처럼 도박 및 전략과 함께 기술이 구성 요소인 일부 게임에는 수학적 확률 및 게임 이론, 허풍 및 기타 형태의 심리전과 같은 방법의 적용이 포함될 수 있다.

## 법적 의미
"확률"과 "기술"의 구분은 확률 게임이 기술 게임과 다르게 취급되는 국가에서 법적 의미가 있다. 법적 구별은 종종 모호하며 관할권마다 크게 다르다.
독일에서는 게임이 기술로 간주되는지 여부는 게임 결과에 대한 현금 베팅이 도박으로 간주되는지 여부와 관련하여 법적 의미가 있다. 예를 들어, 포커는 독일에서 법적으로 확률 게임으로 간주되어 카지노에서만 허용되고, 스카트 대회는 기술 게임으로 간주되어 상금이 걸린 경쟁이 허용된다. 반면, 뉴욕 판사는 포커를 확률이 아닌 기술 게임으로 판결했다.

## 기술 게임의 예

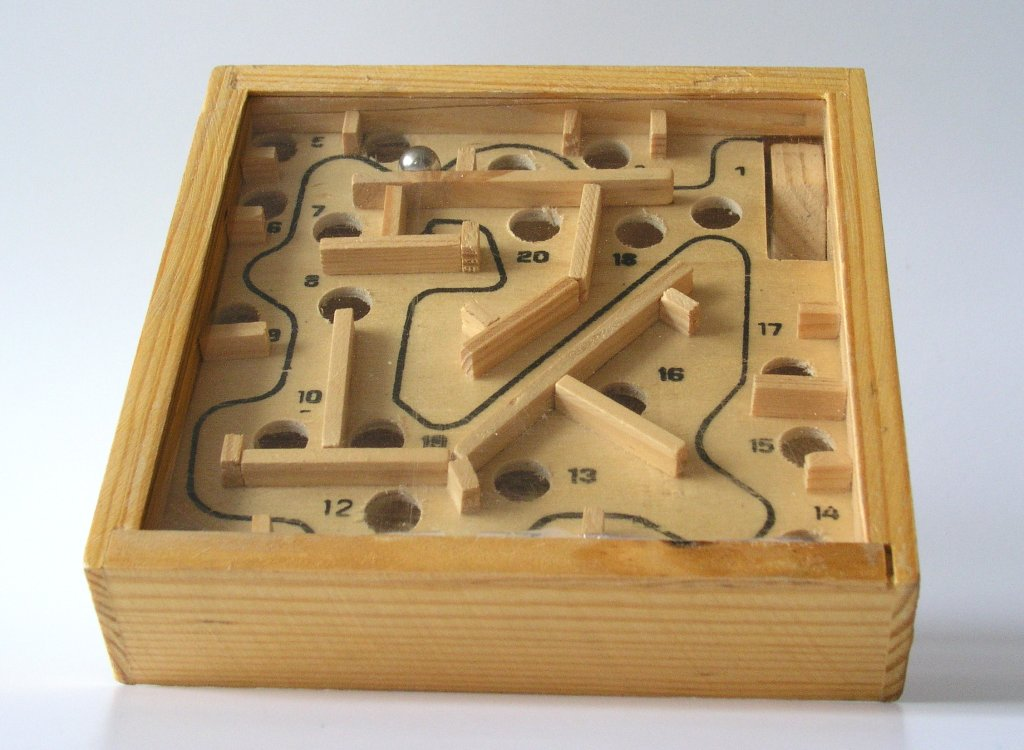
미로 속 공 퍼즐에는 미세한 운동 기술이 필요하다

| - 구슬치기 - 까롬 - 나겔발켄 - 노부스 - 다트 - 동전 축구 - 말굽 - 매듭놀이 - 몰키 - 물수제비 - 미카도 - 불 (론볼/보치아/페탕크) - 사방치기 - 셔플보드 | - 쇼브 하페니 - 술래잡기 - 슈토스푸델 - 슐런 - 스포츠 스태킹 - 알과 숟가락 경주 - 의자앉기 게임 - 카드집 - 컵 - 코코넛 샤이 - 콘홀 - 크로키놀 - 퍼플렉서스 |

## 특수 장비가 필요한 기술 게임 (선택)
- 두더지 잡기
- 빌리어드
- 스누커
- 스키볼
- 에어 하키
- 테이블 아이스 하키
- 테이블 축구
- 핀볼

컴퓨터 게임의 보급이 늘어남에 따라 이 장르의 소프트웨어도 많이 만들어졌다. 원래 이들은 주로 소위 점프 앤 런 게임이었다. 그러나 그 범위는 확장된 지 오래되었으며 이제는 다양한 테트리스 변형과 같이 더 큰 전략적 요소가 있는 게임도 포함한다. 일반적으로 온몸을 쓰는 비가상 기술 게임과 달리 여기에는 눈과 손의 협응이 필요하다. 플레이어의 반응성과 상상력을 장려하는지는 논란의 여지가 있다. 그럼에도 불구하고 다양한 온라인 기술 게임과 점프 앤 런 어드벤처는 아동 심리 치료 작업에서도 자리가 있다.

## 같이 보기
- 게임 장르 목록
- 마인드 스포츠
- 맞추기 게임
- 메모리 스포츠
- 확률 게임
- 전략 게임
- 카지노 게임 (official website 보관됨 2024-04-14 - 웨이백 머신)